# Эльмир Аскеров
Эльмир Аскеров (также встречается как Аскаров Эльмир, англ. Elmir Askerov / Elmir Askarov; род. 17 июля 1980, Баку, Азербайджан) — азербайджанский ультрамарафонец, марафонец и трейлраннер. Участник и призёр международных соревнований, рекордсмен Азербайджана в 48-часовом беге, член клуба UTR Azerbaijan.

## Биография
Эльмир Аскеров родился 17 июля 1980 года в Баку, столице Азербайджана. С юных лет проявлял интерес к физической активности, однако профессионально занялся бегом лишь во взрослом возрасте. Его путь в мир ультрамарафонов начался с участия в любительских марафонах, где он быстро продемонстрировал выдающиеся физические и психологические качества: выносливость, самоотдачу и высокую мотивацию.
Со временем он начал специализироваться на сверхдлинных дистанциях — 24- и 48-часовых забегах, горных трейлах и многодневных стартах. Постоянное участие в международных соревнованиях сделало его узнаваемым представителем Азербайджана в мире ультрабега.
Эльмир сочетает спортивную карьеру с профессиональной деятельностью в сфере IT и активно продвигает культуру бега в Азербайджане, являясь членом клуба UTR Azerbaijan и организатором спортивных инициатив. Он регулярно участвует в благотворительных и патриотических стартах, включая символические забеги, такие как Ханкенди — Баку.

## Спортивная карьера

### Международные соревнования
- WMTRC 2023 (World Mountain and Trail Running Championships), Инсбрук, Австрия. Участие в дисциплине Vertical: 7,1 км с набором высоты 1020 м. Представлял сборную Азербайджана на мировом первенстве среди элиты трейлраннинга.

- IAU 100 km World Championship, Бангалор, Индия, 2024. Преодолел 100 км за 8 часов 17 минут 23 секунды. Среди 121 участника занял 63-е место, подтвердив высокий международный уровень подготовки.

- GOMU 48h World Championship, Балатонфюред, Венгрия, 2024. Один из самых значимых стартов в карьере. За 48 часов преодолел 327,218 км, установив национальный рекорд Азербайджана. Результат был включён в международную статистику ультрабегов и признан одним из лучших в мировой практике в данном формате. Также в рамках этого чемпионата преодолел 202,506 км за 24 часа, что является одним из лучших показателей в мире и национальным рекордом за сутки.

- IAU 24h World Championship, Тайбэй, Тайвань, 2023. За сутки преодолел 126 км. Несмотря на экстремальные погодные условия и высокую влажность, достойно представил страну на мировом уровне.

- Ephesus Ultra Trail, Турция. Участие на дистанции 120 км в горах Эгейского региона. Занял 3-е место в возрастной категории и вошёл в топ-10 абсолютного зачёта. Забег отличался технически сложным рельефом и перепадом высот более 4500 м.

### Национальные и другие старты
- Ультрамарафон Ханкенди — Баку (2024). Победитель первого этапа исторического патриотического пробега, посвящённого возвращению Карабаха. Преодолел 83 км менее чем за 7 часов, показав стабильный темп и высокий моральный настрой.

- Winter Extreme Ultra Trail, Россия, 2022. Победитель забега на 80 км по снежной и ледяной трассе. Время — 8:59:50. Занял 1-е место в общем зачёте, продемонстрировав отличную выносливость в зимних условиях.

- Self-Transcendence 24h race Moscow, Россия, 2019. Один из первых значимых международных стартов. Преодолел 172,087 км за 24 часа, занял 6-е место среди более чем 100 участников. Этот результат стал ключевым моментом в выходе спортсмена на международную арену.

## Рекорды
- Национальный рекорд Азербайджана по суточному бегу — 202,506 км за 24 часа (часть GOMU 48h World Championship 2024).
- Национальный рекорд Азербайджана по бегу за 48 часов — 327,218 км (GOMU 48h World Championship 2024).

## Признание и публикации
- Интервью и статьи о достижениях Эльмира опубликованы в таких изданиях, как [1news.az](https://1news.az), [zerkalo.az](https://zerkalo.az), [azertag.az](https://azertag.az), [massa.az](https://www.massa.az), а также в базе данных [Probeg.org](https://probeg.org/user/15821/) и [D-U-V Statistik](https://statistik.d-u-v.org/).